# Gladenbeck und Sohn

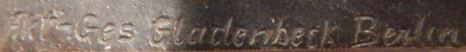
Aktien-Gesellschaft Gladenbecks gjuterimärke, omkring 1902

Aktien-Gesellschaft H. Gladenbeck & Sohn, tidigare Aktien-Gesellschaft Gladenbeck, var ett konstgjuteri i Berlin i Tyskland, som var i drift mellan 1851 och 1926. Det var under sin verksamhetstid ett av Tysklands viktigaste konstgjuterier.
Hermann Gladenbeck (1827–1918) grundade ett gjuteri 1851 på Johannisstrasse 3 i Berlin. Det flyttade till nya lokaler på Münzstrasse 19 1851, och 1887 till två lokaler i Friedrichshagen. År 1888 bildades Aktien-Gesellschaft H. Gladenbeck & Sohn under ledning av Hermann Gladenbeck och hans två äldsta söner Oskar Gladenbeck (1850–1921) och Alfred Gladenbeck (1858–1912). De yngre sönerna Walter Gladenbeck (1866–1945) och Paul Gladenbeck (1869–1947) arbetade också i företaget.
År 1890-talet tvingades medlemmarna av familjen Gladenbeck lämna företaget efter stridigheter mellan dessa och andra aktieägare. Gjuteriet gick i konkurs 1926.

## Bildgalleri

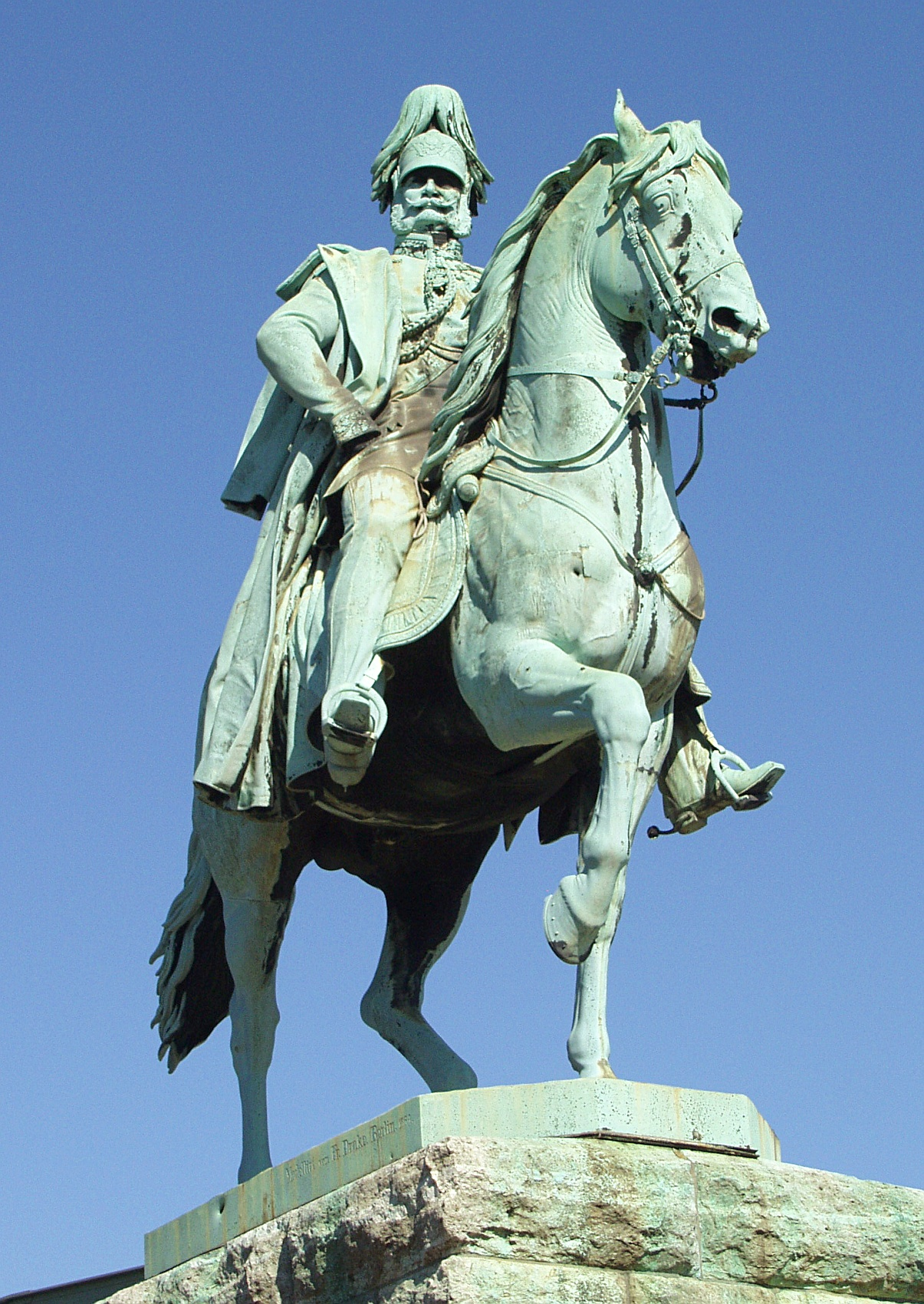
Kaiser Wilhelm I-statyn av Friedrich Drake vid Hohenzollernbrücke i Köln, 1859–1867
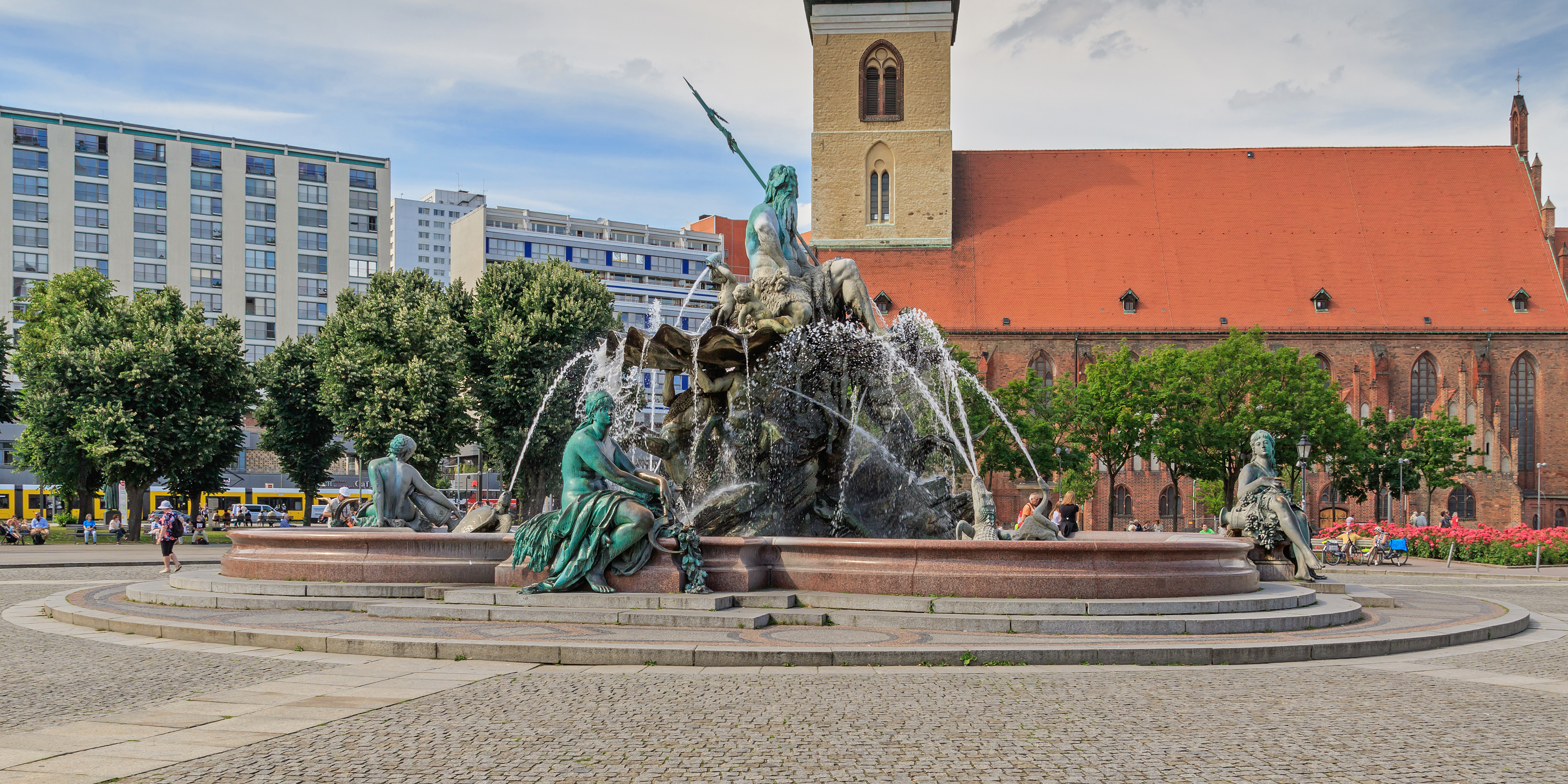
Neptunbrunnen utanför Mariakyrkan i Berlin av Reinhold Begas, 1891
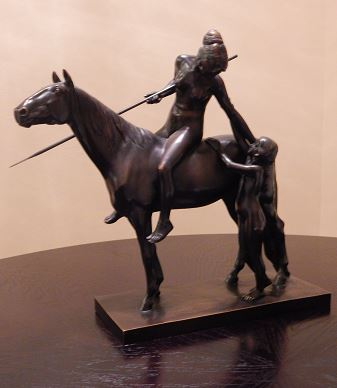
Hermann Haase-Ilsenburgs Amazonens avsked, omkring 1902
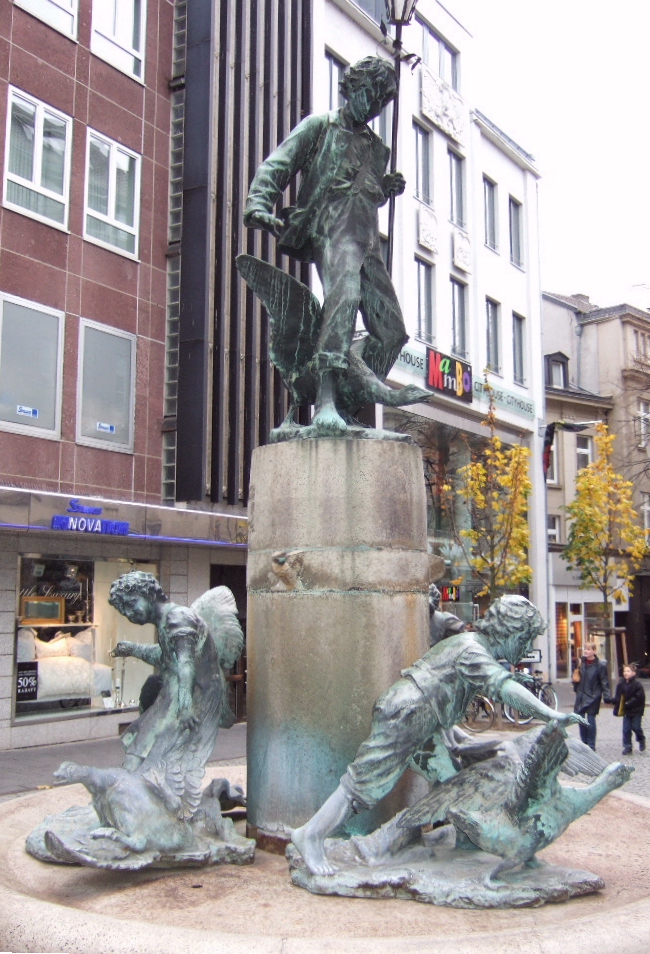
Martinsbrunnen i Bonn av Heinrich Goetschmann, 1902
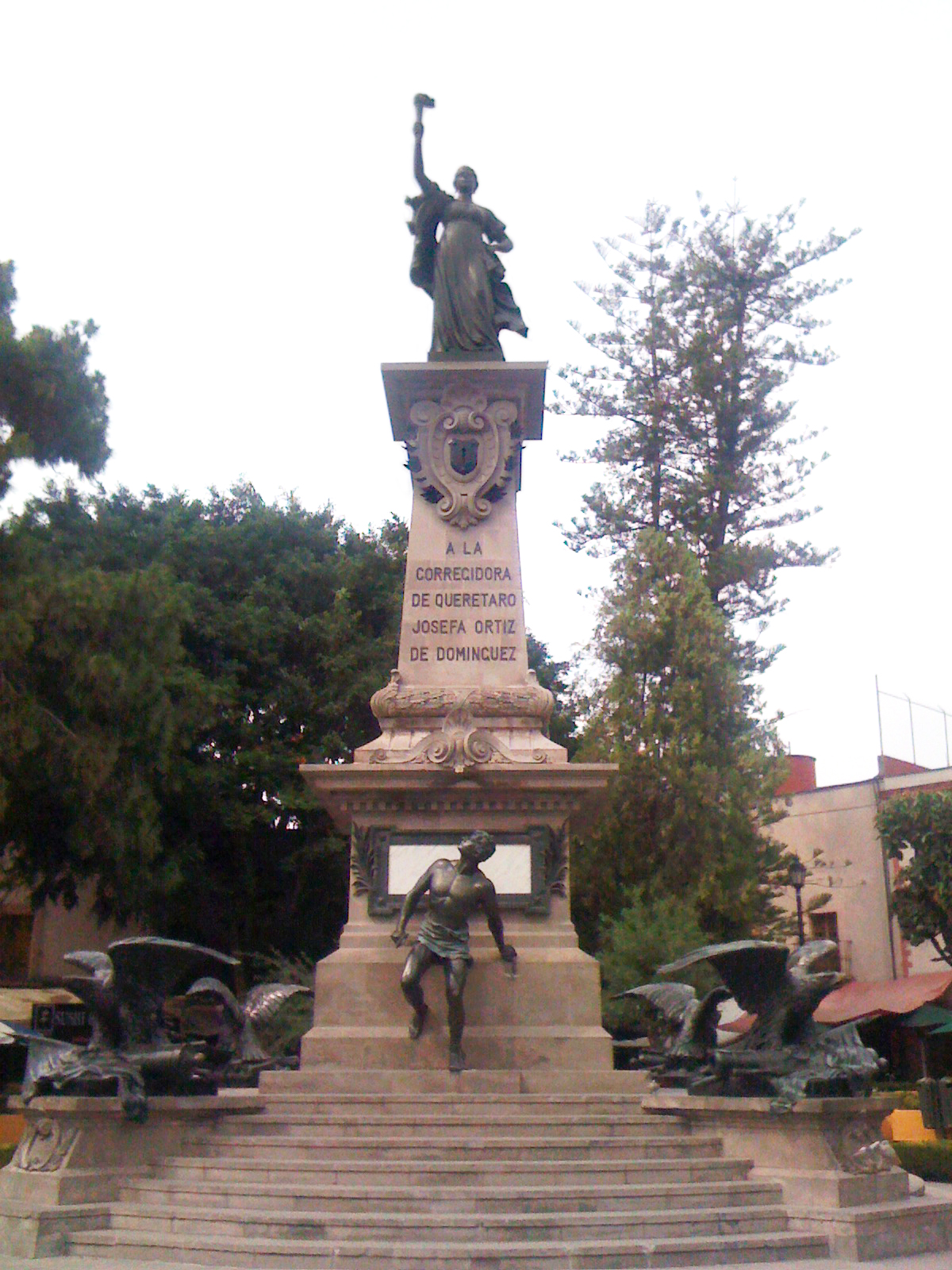
Josefa Ortiz de Dominguez-monumentet i Queretaro i Mexiko av Carlos Noriega, 1910
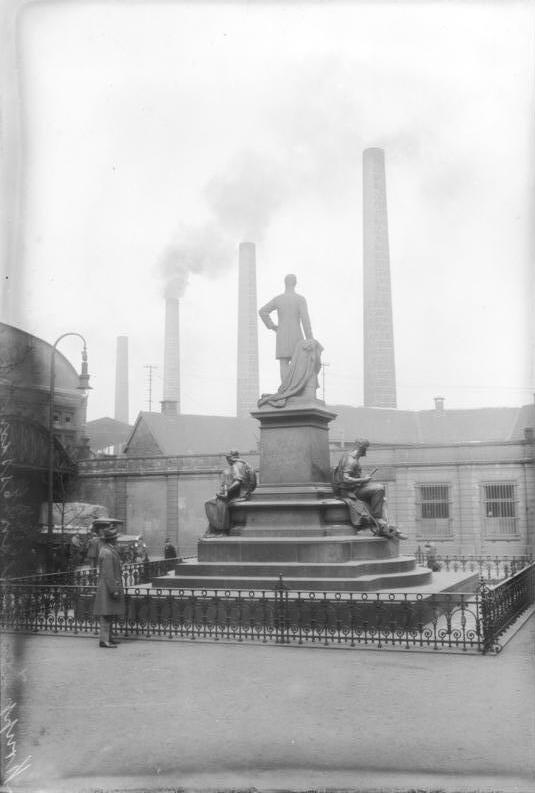
Staty över Alfred Krupp av Alois Mayer och Josef Wilhelm Menges i Essen, 1892 (bild från 1928)